# Robin Hack
Robin Hack (pronunciación en alemán: /ˈʁɔbɪn ˈhak/: Pforzheim, Baden-Württemberg, Alemania, 27 de agosto de 1998) es un futbolista alemán que juega como delantero en el Borussia Mönchengladbach de la 1. Bundesliga.

## Trayectoria
En su juventud jugó en el 1. FC Calmbach de la pequeña localidad de Bad Wildbad y en el Karlsruher SC. Su abuelo Günter, un «veterano» del FC Calmbach, le animó a jugar al fútbol desde muy pequeño. En 2012 fichó por la cantera del TSG 1899 Hoffenheim como jugador del equipo juvenil. Debutó profesionalmente el 1 de octubre de 2017 en un partido contra el SC Friburgo en la Bundesliga 2017-18. Formó parte del equipo del entrenador Julian Nagelsmann, con el que jugó cinco partidos esta temporada, el primero en la 7ª jornada. Además de los tres partidos en la máxima categoría alemana, Hack también debutó en la Copa de Alemania y en la Europa League, incluyendo un primer gol y una asistencia. 
A pesar de disputar solo diez partidos oficiales debido a lesiones leves en la temporada 2018-19, Hack fue cedido en verano de 2019 al recién descendido a la 2. Bundesliga 1. F. C. Núremberg. Firmó con los francos un contrato hasta junio de 2023.
Tras dos temporadas en el Núremberg, Hack fue traspasado al Arminia Bielefeld en agosto de 2021, firmando hasta 2025.
El 26 de junio de 2023 firmó un contrato de cuatro años con el Borussia Mönchengladbach de la Bundesliga.

## Selección nacional
Ha jugado en las selecciones juveniles alemanas desde 2014. Con la selección sub-19 participó en el Campeonato de Europa sub-19 en Georgia en julio de 2017. En el torneo jugó los tres partidos de la liguilla alemana, en la que el equipo terminó en tercer lugar y se retiró. El 4 de septiembre de 2017, Hack jugó por primera vez con la selección sub-20 y marcó el gol del 2-0 en el amistoso contra la República Checa.
En el 5-1 del partido de clasificación para la Eurocopa de 2021 contra Gales, Hack marcó un hat trick impecable para la sub-21 de Alemania.

## Estadísticas

### Clubes
Actualizado al último partido disputado el 3 de noviembre de 2024.
| Club                                | Div.          | Temporada     | Liga  | Liga  | Copas nacionales | Copas nacionales | Copas internacionales | Copas internacionales | Total | Total |
| Club                                | Div.          | Temporada     | Part. | Goles | Part.            | Goles            | Part.                 | Goles                 | Part. | Goles |
| ----------------------------------- | ------------- | ------------- | ----- | ----- | ---------------- | ---------------- | --------------------- | --------------------- | ----- | ----- |
| TSG 1899 Hoffenheim II · Alemania   | 4.ª           | 2017-18       | 17    | 3     | ―                | ―                | ―                     | ―                     | 17    | 3     |
| TSG 1899 Hoffenheim II · Alemania   | 4.ª           | 2018-19       | 9     | 1     | ―                | ―                | ―                     | ―                     | 9     | 1     |
| TSG 1899 Hoffenheim II · Alemania   | Total club    | Total club    | 26    | 4     | 0                | 0                | 0                     | 0                     | 26    | 4     |
| TSG 1899 Hoffenheim · Alemania      | 1.ª           | 2017-18       | 3     | 1     | 1                | 0                | 1                     | 0                     | 5     | 1     |
| TSG 1899 Hoffenheim · Alemania      | 1.ª           | 2018-19       | 0     | 0     | 0                | 0                | 1                     | 0                     | 1     | 0     |
| TSG 1899 Hoffenheim · Alemania      | Total club    | Total club    | 3     | 1     | 1                | 0                | 2                     | 0                     | 6     | 1     |
| 1. F. C. Núremberg · Alemania       | 2.ª           | 2019-20       | 33    | 10    | 1                | 0                | ―                     | ―                     | 34    | 10    |
| 1. F. C. Núremberg · Alemania       | 2.ª           | 2020-21       | 23    | 4     | 1                | 0                | ―                     | ―                     | 24    | 4     |
| 1. F. C. Núremberg · Alemania       | 2.ª           | 2021-22       | 1     | 0     | 0                | 0                | ―                     | ―                     | 1     | 0     |
| 1. F. C. Núremberg · Alemania       | Total club    | Total club    | 57    | 14    | 2                | 0                | 0                     | 0                     | 59    | 14    |
| Arminia Bielefeld · Alemania        | 1.ª           | 2021-22       | 30    | 0     | 1                | 0                | ―                     | ―                     | 31    | 0     |
| Arminia Bielefeld · Alemania        | 2.ª           | 2022-23       | 35    | 10    | 2                | 1                | ―                     | ―                     | 37    | 11    |
| Arminia Bielefeld · Alemania        | Total club    | Total club    | 65    | 10    | 3                | 1                | 0                     | 0                     | 68    | 11    |
| Borussia Mönchengladbach · Alemania | 1.ª           | 2023-24       | 29    | 10    | 4                | 3                | ―                     | ―                     | 33    | 13    |
| Borussia Mönchengladbach · Alemania | 1.ª           | 2024-25       | 8     | 0     | 1                | 0                | ―                     | ―                     | 9     | 0     |
| Borussia Mönchengladbach · Alemania | Total club    | Total club    | 37    | 10    | 5                | 3                | 0                     | 0                     | 42    | 13    |
| Total carrera                       | Total carrera | Total carrera | 188   | 39    | 11               | 4                | 2                     | 0                     | 201   | 43    |